# Sauerkraut (Helme Heine)
Sauerkraut ist eine am 6. Dezember 1992 auf dem ZDF erstausgestrahlte Fernsehserie in 13 Episoden sowie ein Kinderbuch von Helme Heine und dessen Frau Gisela von Radowitz.

## Inhalt
Sowohl Fernsehserie als auch Buch handeln vom kleinen tierischen Dorf Sauerkraut. Der Bürgermeister, Herr Eberle, ist ein Hausschwein-Eber. Er hält sich die meiste Zeit im örtlichen Gasthof auf, wo er auf die älteste Bewohnerin von Sauerkraut trifft: Fräulein Turtel, die 200 Jahre alte Lehrerin, eine Schildkröte, außerdem auf den Dorfpfarrer Vater Spiritus und das berlinernde Krokodil Herr Bossi, der als raffgieriger Antagonist des Dorfes immer wieder versucht, alles für sich zu besitzen.
Bodo, Hund und Dorfpolizist, hat einen Sohn, Joey. Dieser und seine beste Freundin Nandi entlarven Herrn Bossi immer wieder bei seinen Schandtaten und halten damit das Gleichgewicht des Dorfs aufrecht, sorgen aber auch immer wieder durch ihre Streiche und heimlichen Experimente, zum Beispiel mit Streichhölzern, die ein Feuer verursachen, für Aufregung. Ein weiterer Dorfbewohner ist Dudu, als ein Mischwesen der Außenseiter im Dorf, der gleichermaßen mit Argwohn und Mitleid betrachtet wird. Er spielt aber oft eine wichtige, wenn auch nicht zentrale Rolle.

## Veröffentlichung
Das Buch von Helme Heine erschien unter dem Titel Sauerkraut. Fast eine Idylle 1992 beim Diogenes Verlag.  Die Fernsehserie wurde vom 6. Dezember 1992 bis zum 27. Februar 1993 im ZDF in Deutschland ausgestrahlt. Es folgten mehrere Wiederholungen, später beim Sender KiKA. Mehrere Folgen der Serie erschienen auch auf VHS.
Sechs Folgen wurden von BMG-Ariola als Hörspiel herausgebracht, bei denen Nick Benjamin der Erzähler ist.
Am 11. Dezember 2015 ist eine DVD-Komplettbox mit den 13 Episoden der Zeichentrickserie erschienen.